# تي-18
تي-18 دبابة مشاة خفيفة سوفييتية الصنع تعد أول دبابة يتم تصميمها وإنتاجها في الاتحاد السوفييتي، تم صنيع دبابات تي-18 في مصنع بمدينة لينينغراد ما بين 1928 و 1931، استمد تصميم التي-18 من دبابة رينو إف تي-17 الفرنسية مع تزويدها بنظام تعليق عمودي لمنحها سرعة عالية تفوق ما لدى دبابة رينو الفرنسية ومحرك روسي الصنع بقوة 35 حصان، سلحت دبابة تي-18 بنسخة روسية من مدفع هوتشكس الفرنسي عيار 37 ملم إضافة إلى رشاش فيودروف.
تم تجربة النموذج الأول لدبابة تي-18 في يونيو 1927 وتم قبوله في يوليو لتبدأ بعدها سلسة إنتاج دبابات تي-18، سلمت أول دفعة من دبابات تي-18 في مايو 1928 وتكونت من 30 دبابة تبين من تجربها أنها تعاني مشاكل تقنية الأمر الذي تطلب تزويد الكميات المنتجة الجديد بمحرك جديد بقوة 40 حصان، استمر إنتاج دبابات تي-18 حتى عام 1931 بمجموع إنتاج بلغ 960 دبابة.